# Lonchaea grandiseta
Lonchaea grandiseta är en tvåvingeart som beskrevs av Macgowan 2005. Lonchaea grandiseta ingår i släktet Lonchaea och familjen stjärtflugor. Inga underarter finns listade i Catalogue of Life.